# Akiko Kijimuta
Akiko Kijimuta (Japans: 雉子牟田 明子, Kijimuta Akiko) (Ebina, 1 mei 1968) is een tennisspeelster uit Japan.
In 1986 speelde ze op Roland Garros haar eerste grandslamtoernooi. Tussen 1984 en 1991 speelde Kijimuta 13 partijen voor Japan op de Fed Cup.
Kijimuta studeerde aan de Oberlin Universiteit in Machida.